# Fort de Reuenthal
Le fort de Reuenthal, appelé en allemand Festung Reuenthal, est un fort de l'armée suisse situé sur le territoire de la commune argovienne de Full-Reuenthal, en Suisse.

## Histoire
Terminé en 1939 avant la Seconde Guerre mondiale, le fort est, depuis 1989, un musée public. Il est inscrit comme bien culturel suisse d'importance régionale.